# Lomnický štít
Lomnický štít je s nadmořskou výškou 2 634 metrů druhá nejvyšší hora Vysokých Tater a Slovenska. Vrchol již není přístupný po turistické stezce, je však možné využít lanovku ze Skalnatého plesa, nebo si zaplatit výstup s profesionálním horským vůdcem. Vrchol proto patří mezi nejnavštěvovanější vrcholy Vysokých Tater. Nachází se zde nejvýše položená meteorologická stanice na Slovensku.

## Charakteristika
Lomnický štít patří k nejznámějším štítům Vysokých Tater. V minulosti byl dlouho považován za nejvyšší štít Tater. Z vrcholu, jenž připomíná trojhrannou pyramidu převyšující okolí, vedou tři hřebeny:
- severozápadním, směrem k Pyšnému štítu, Malému Pyšnému štítu, Spišskému štítu po Baranie sedlo a dále přes Baranie rohy k 3. Baraní strážnici, kde se napojuje jako rozsocha na hlavní hřebenem Vysokých Tater;
- severovýchodním, který vede přes Vidlový hřeben a Kežmarský štít, kde se rozděluje k Huncovskému štítu a přes Malý Kežmarský štít k Velké Svišťovce;
- jižním, Lomnický hřeben, vedoucí přes Lomnickou kopu, Lomnické sedlo, Velký Lomnický hrb, nad Zamkovského chatu až po Lomnickou vyhlídku.

Na vrcholu Lomnického štítu se nalézá nejvýše položená meteorologická stanice na Slovensku. Vede k ní visutá lanovka ze Skalnatého plesa. Na vrcholové stanici lanové dráhy se nacházejí astronomická a meteorologická pracoviště Slovenského hydrometeorologického ústavu, od roku 1957 také televizní retranslační stanice.

## Horolezectví

### První výstup
Prvně vylezl na vrchol Lomnického štítu obuvník a amatérský horolezec Jakub Fábry (v období let 1760–1790) cestou přes Měděné lávky. První zaznamenaný turistický výstup provedl 16. srpna 1793 z Malé Studené doliny anglický lékař, přírodovědec a cestovatel Robert Townson během své cesty po zemích Rakouské monarchie. Robert Townson barometrickým měřením určil jen s malou chybou výšku Lomnického štítu (2 633 m n. m.). První zimní výstup na štít provedli Theodor Wundt a Jakob Horvay v roce 1891.

### Významné horolezecké výstupy
Nejvíce horolezců a turistů spolu horskými vůdci stoupá na vrchol od Lomnického sedla hřebenovou cestou přes závěrečnou skalní stěnu Emericyho nářek. Do 70. let 20. století tudy vedla značená turistická cesta.
Populární je též výstup od Zeleného plesa skalní rampou Měděné lávky. 
Od vybudování Gipsyho feráty z Lomnického sedla do Téryho kuloáru a přes sedlo Pod Lomnickým na vrchol se často leze po její trase. Od Téryho chaty na ní napojuje výstup Jordánka 
Mezi horolezci je oceňovaná západní stěna zvaná Západní Lomnice, ve které vede řada populárních horolezeckých cest, od výstupů polských klasiků Stanislawského, Orlowského, Birkenmajera, přes pověstnou Hokejku, pojmenovanou podle převisu tvaru hokejky po extrémní výstupy (Bonbónová cesta, Arnoldova cesta, Šokuj opicu). 
Jihovýchodní stěna se leze především v zimě.
Vidlový hřeben, který spojuje Lomnický a Kežmarský štít, je také využíván k výstupu na vrchol.

## Přístup
Štít není přístupný po turistickém značeném chodníku. Běžní turisté se na něj mohou od 19. listopadu 1941 vyvézt visutou lanovkou ze Skalnatého plesa (svého času se jednalo o nejmodernější lanovku v Evropě), toto Lomnickému štítu zabezpečuje prvenství v návštěvnosti mezi tatranskými štíty. Lanovka překonává na 1867 metrech převýšení 861 metrů, přepravní kapacita je 50 osob/hodina a čas trvání jízdy je cca 9 minut. Do kabinky se vejde maximálně 15 osob. Na Lomnickém štítu však můžete strávit maximálně 50 minut. Na vrchol je možné i vyjít z Lomnického sedla, ale jen s doprovodem horského vůdce, nebo jste-li organizovaný horolezec a je-li vaším cílem cesta minimálně obtížnosti 2+ UIAA. 
Nejčastěji se na štít vystupuje trasou z Lomnického sedla nazývanou Emericyho nářek, která je částečně zajištěná řetězy. Těžší je výstup Gipsyho ferátou přes sedlo Pod Lomnickým. V obou případech je možné použít sedačkovou lanovku do Lomnického sedla, která ušetří 4-6 hodin stoupání a následného sestupu. 
Další cesty jako z hlediska náročnosti na mnohem vyšší úrovni. Na jejich zdolání jsou nutné horolezecké zkušenosti a vybavení.

## Okolí štítu
Ze štítu je nádherný výhled na okolní vrcholy i podhůří. Malá a Veľká Studená dolina, po Tatranskej magistrále směrem k Doline Zeleného plesa Veľká Svišťovka, Dolina Piatich Spišských plies, Veľká Zmrzlá dolina, Skalnatá dolina, Medená kotlinka, Skalnaté pleso, Jahňací štít, Kežmarský štít, Pyšný štít, Skalnatá chata, Téryho chata, Zamkovského chata.

## Název štítu
V minulosti byl Lomnický štít nazýván i Dedo. Současný název je odvozen od obce Veľká Lomnica, do jejíhož katastru do roku 1947 příslušel.

## Galerie

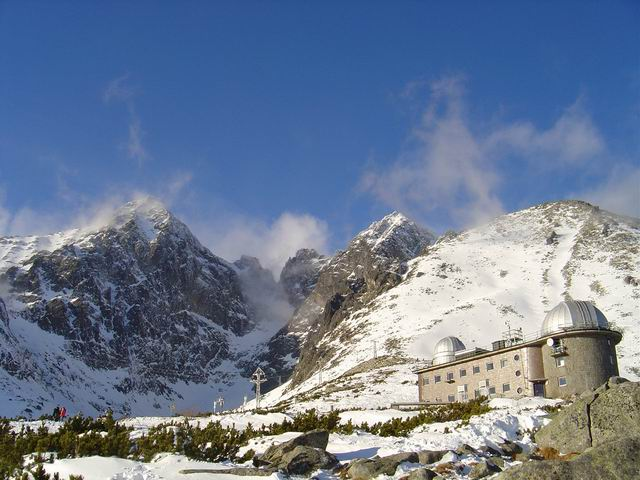
Observatoř na Skalnatém plese a v pozadí vlevo Lomnický štít
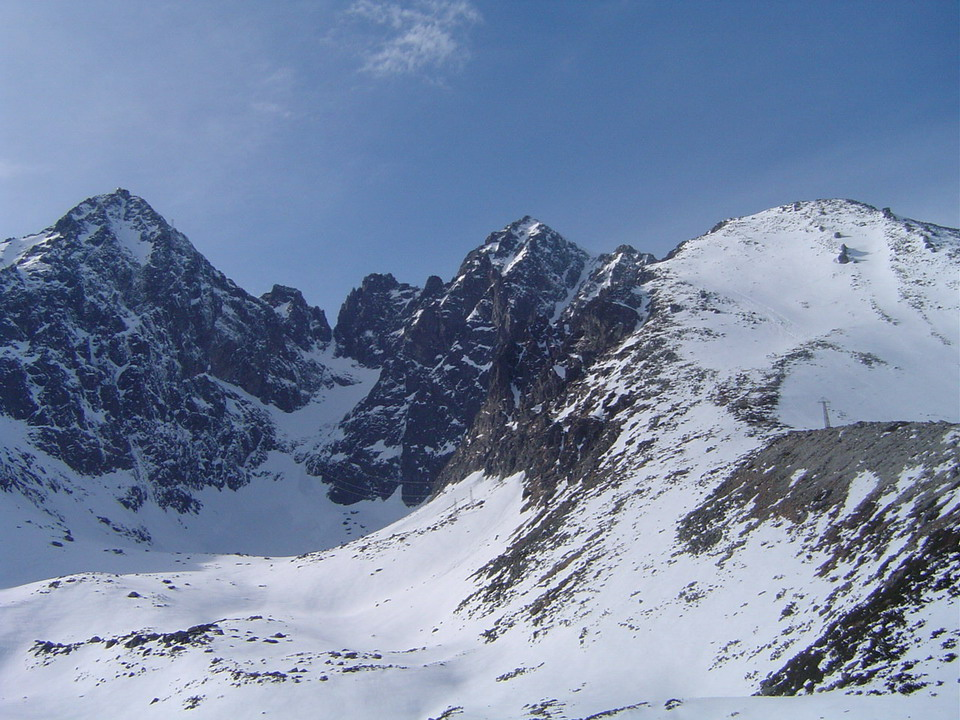
Lomnický štít (vlevo), přes Vidlový hrebeň Kežmarský štít (uprostřed) a Huncovský štít (vpravo) ze Skalnatého plesa
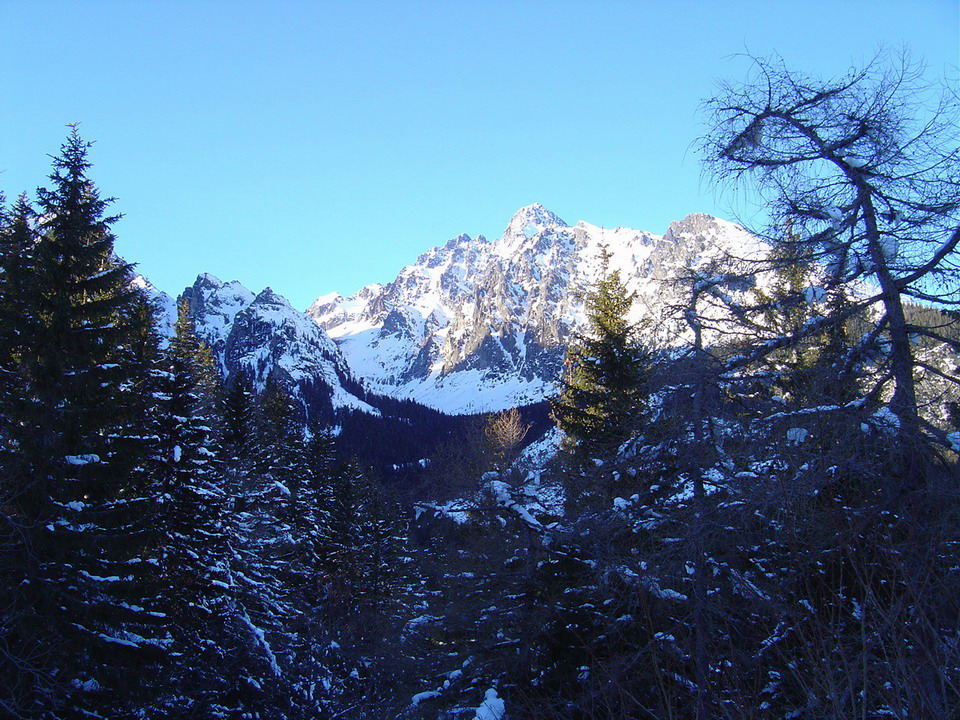
Lomnický štít z Hrebienku
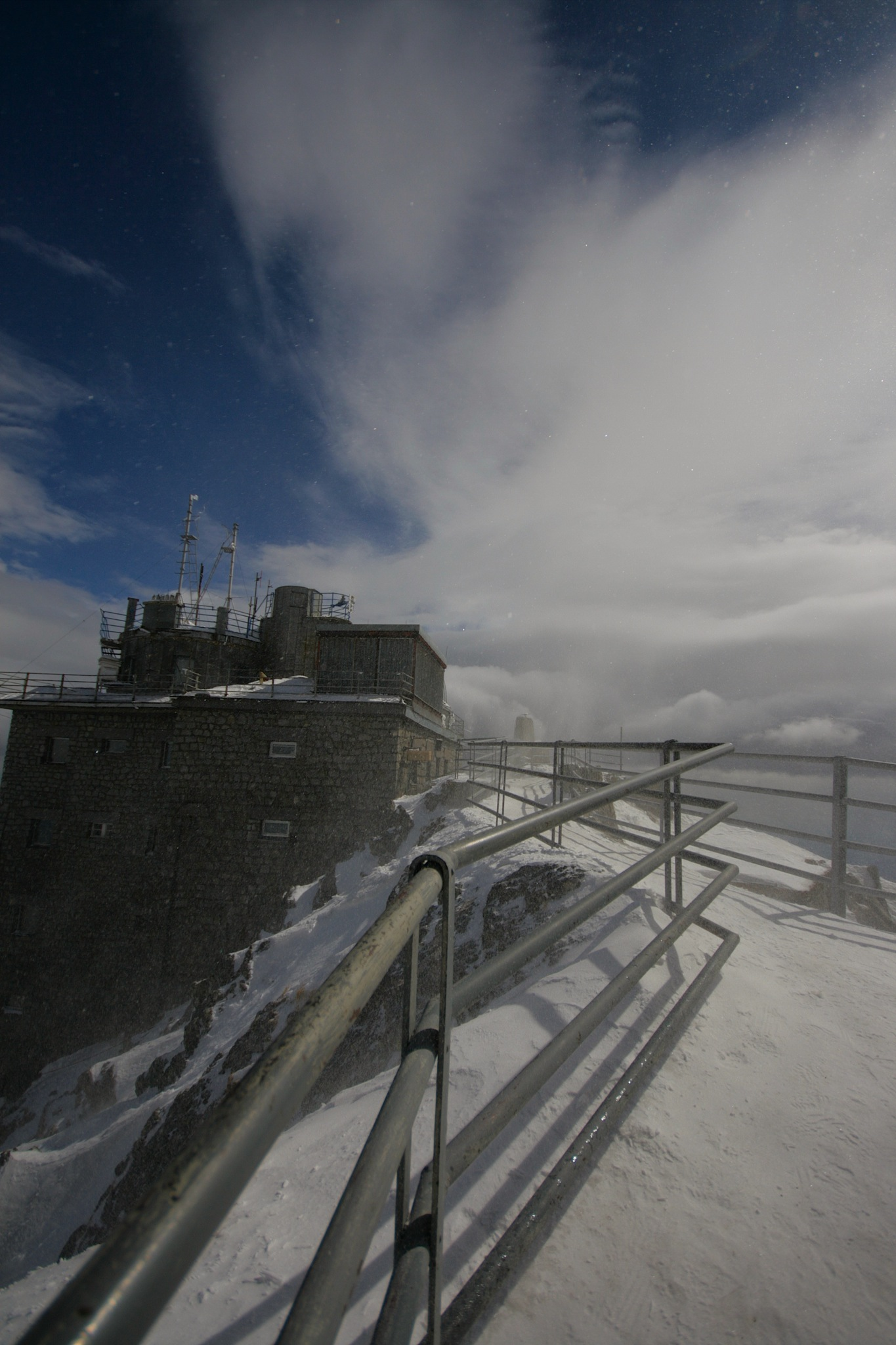
Nejvýše položená meteorologická stanice v SR